# Hypomolis thiaucourti
Hypomolis thiaucourti là một loài bướm đêm thuộc phân họ Arctiinae, họ Erebidae.